# Oenanthe (Muscicapidae)
Oenanthe là một chi chim trong họ Muscicapidae.

## Các loài
Có 32 loài trong chi này gồm:
- Oenanthe albifrons (trước đây được xếp vào chi Pentholaea hoặc Myrmecocichla)
- Oenanthe albonigra (syn. Oenanthe alboniger)
- Oenanthe bottae
- Oenanthe chrysopygia
- Oenanthe cypriaca
- Oenanthe deserti
- Oenanthe dubia (trước xếp vào chi Cercomela)
- Oenanthe familiaris (trước xếp vào chi Cercomela)
- Oenanthe finschii
- Oenanthe fusca (trước xếp vào chi Cercomela)
- Oenanthe halophila[3]
- Oenanthe heuglini
- Oenanthe hispanica
- Oenanthe isabellina
- Oenanthe leucopyga
- Oenanthe leucura (loài điển hình)
- Oenanthe lugens
- Oenanthe lugentoides
- Oenanthe lugubris
- Oenanthe melanoleuca
- Oenanthe melanura (trước xếp vào chi Cercomela)
- Oenanthe moesta
- Oenanthe monacha
- Oenanthe monticola
- Oenanthe oenanthe
- Oenanthe phillipsi
- Oenanthe picata
- Oenanthe pileata
- Oenanthe pleschanka
- Oenanthe scotocerca (trước xếp vào chi Cercomela)
- Oenanthe seebohmi[3]
- Oenanthe warriae[3]
- Oenanthe xanthoprymna